# Super Robot Wars Gaiden: The Lord of Elemental
Super Robot Wars Gaiden: Masō Kishin The Lord of Elemental (o Super Robot Taisen Gaiden: Masō Kishin The Lord of Elemental) es un videojuego parte de la franquicia Super Robot Wars lanzado en 1996 para la Super Nintendo (de hecho, fue el último SRW en salir para esta plataforma) por Banpresto, en conjunto con Winky Soft. Hace parte de la primera continuidad a modo de capítulo alternativo, pero su historia influencia también a todos los juegos donde ha aparecido la saga Masō Kishin. El 27 de mayo de 2010, Banpresto, nuevamente en colaboración con Winky Soft, saca una versión de este juego para el Nintendo DS, llamado Super Robot Wars OG Saga: Masō Kishin The Lord of Elemental (o Super Robot Taisen OG Saga: Masō Kishin The Lord of Elemental), en la cual se integran los hechos narrados en este juego a la continuidad OG de forma oficial.
Es el primero de los SRW dedicado a una saga original (la saga Masō Kishin), además de usar gráficas de tipo realista en lugar de las acostumbradas animaciones en SD (Super Deformed). 
Técnicamente es todo lo esperable de las series SRW, pero con dos cambios estratégicos clave. Primero, la posición del mecha indicará la efectividad de su ataque; esto significa que un ataque lateral o por la espalda hará más daño que uno frontal. Segundo, la altura incidirá en el porcentaje de impactos; mientras más alto te encuentres sobre tu enemigo, más posibilidades tendrás de acertar y este de fallar. Sumados a las ya conocidas técnicas de ataque y “Seishins” (hechizos o “spirits” en OG), el resultado es una experiencia de juego totalmente nueva, con muchas elecciones a través del desarrollo de la historia y una sucesión de eventos que mantendrá ocupado al jugador por varias horas.

## Historia
Ya que The Lord of Elemental es un juego totalmente dedicado a una saga original, posee una historia original, basada en la saga de Masaki Andoh y la Divinidad del Viento, el Cybuster (también conocido como Cybaster). La historia se lleva a cabo en La Gias, un mundo paralelo que está ubicado debajo de la Tierra y donde se puede utilizar la magia y la alquimia.
En el reino de Langran, el más grande y poderoso reino de La Gias, una profecía ha surgido desde la Academia de Alquimistas: la llegada de un Mashin, inmenso dios de la destrucción, trayendo calamidades para toda la gente de La Gias. Para combatir esta amenaza, Langran enfocó toda su alquimia en el "Proyecto Masōki" (Masōki significa Máquina Elemental), armas humanoides multipropósito impulsadas por la fuerza espiritual del piloto (su "Prana"). Adicionalmente, las que poseían el poder espiritual más fuerte fueron bendecidas con la protección de la fuerza elemental "Seirei". Estas últimas eran llamadas Masō Kishin (Máquinas Elementales Divinas), pero su inmenso poder se acompañaba de una terrible falla: sólo aquellos que poseyeran un Prana fuerte e innato podían manejarlas, y pocos pilotos así podían encontrarse entre los escasos sobrevivientes de La Gias. Luego de cuatro años de búsqueda, los regidores de Langran llegaron a una decisión: los pilotos serían invocados desde otros mundos.
Un muy confundido Masaki Andoh se despierta de pronto en Langran, mientras Tootie Norback intenta explicarle lentamente lo que ha sucedido. Masaki se muestra reticente a creer que se encuentra en otro mundo dentro de la Tierra, y menos que haya sido llevado hasta allí siguiendo lo que dice una profecía... pero cuando se le ofrece abordar un mecha e intentar pilotearlo, de pronto su mente se llena del conocimiento necesario para hacerlo. Mientras intenta asimilar lo que está ocurriendo, se inicia el ataque de Gasba, el líder terrorista; junto a su guía y dos compañeros del mundo exterior, Masaki deberá librar su primera batalla.
La historia de The Lord of Elemental se divide en dos partes. Los capítulos 1 al 39 ocurren antes de los sucesos narrados en el Super Robot Wars 2 (ya que el primer SRW es un juego sin historia y no entra dentro de ninguna continuidad) y el Super Robot Wars Original Generation en el OG Saga. En esta parte se cuenta como Masaki se hizo piloto del Cybuster, y la traición de Shuu Shirakawa (el tercero en la línea del trono de Langran) lo que haría que el reino Langran terminara por ser destruido y Masaki se viera forzado a seguir a Shuu hasta la tierra. Esta parte de la historia además, puede ser tomada como parte de la continuidad Alpha, para la cual jamás se hizo una adaptación de esta saga. 
La segunda parte (capítulos 40 al 103) ocurre después del final de la primera continuidad (SRW 4/4S o F/F Final) y de la continuidad OG, y narra los sucesos ocurridos luego de que Masaki y Ryune (Lune en la versión americana) regresan a La Gias después de la batalla contra la raza alienígena conocida como Zuvorg (y muy posiblemente contra el imperio Balmar en OG). Dependiendo de las acciones del jugador, este podrá acceder a uno de los cuatro finales diferentes del juego.

## La Gias
La Gias (término que significa “bajo la Superficie”), es un plano alterno que existe en un espacio distorsionado dentro de la Tierra, justo en la contra cara del planeta, dando la impresión de estar encerrado dentro de un globo. Por esto, en La Gias no existe una línea de horizonte, pues la tierra pareciese ir hacia arriba, hacia el sol, y además, da la impresión de que La Gias no tuviera un movimiento de rotación. El clima de La Gias es estable, y las estaciones casi nulas. También existe una distinción entre el día y la noche. Todos los días, un sol brilla en el cielo, y gradualmente va desapareciendo, hasta apagarse completamente, dando origen a una luna. 
La Gias posee un gran océano, y dos continentes, los Continentes de Eolt y Nazan. Existen varios países diseminados a lo largo de los continentes, siendo Langran el más importante. El Sagrado Reino de Langran, ubicado en el Continente Eolt, es el reino más grande conocido, con más de 50.000 años de historia, compuesto por 32 Estados Confederados y con una población de 220 millones de habitantes. Su sistema político es una monarquía constitucional. Su poderío militar y económico supera por mucho al de otros reinos. Su estilo de vida es muy parecido al de Europa a finales del siglo XVIII y principios del siglo IX. Fronterizos a Langran se encuentran otras dos naciones: La Unión de Países de Shutedonias y la República de Bagonia, ubicados en el continente Nazan, quienes también ostentan una gran economía y un enorme poderío militar. 
Entre las creencias religiosas de La Gias, existe la creencia de un Plano Astral, un mundo habitado por los espíritus de los muertos, que tiene relación con varios fenómenos que ocurren en La Gias. La creencia en los espíritus de los muertos ha sido transmitida a los habitantes de La Gias a través de la religión. Al igual que en la religión sintoista, la religión de La Gias cree que todo está animado por divinidades o seres espirituales. Además, el estudio de la Alquimia está bastante extendido en La Gias, estando al mismo nivel que la Ciencia en el mundo de la Superficie.

## El Proyecto Masōki
Proyecto especial desarrollado por la Academia de Alquimistas de Langran, bajo la dirección de Wendy Rasm Ignart, cuyo propósito era el de crear mechas humanoides multipropósito, llamados Masōki, que sirvieran para proteger el reino de Langran de cualquier crisis. 
Creados a partir de magia y alquimia, los Masōki son energizados por un motor eterno tipo Fulcanelli, que funciona usando el “Prana” o fuerza vital del piloto; y sus armaduras están hechas de Orichalconium (basado en el mítico Orichalcum), instalado de tal manera que la posición y estructura geométrica de sus partículas provee de protección mágica a las unidades. Además, el fuselaje de los Masōki está hecho especialmente para trabajar usando prana, por lo que la mayor parte ha sido reforzado usando una cerámica especial. Los Masōki están clasificados de la siguiente manera: La Clase A, a la que pertenecen los Masō Kishin, Masōki bendecidos con la protección de los espíritus elementales “Seirei”; la Clase B a la que pertenecen los Masōki que son protegidos por los espíritus de la naturaleza; la Clase C, que no poseen ningún poder mágico en especial. Por último, a la Clase D pertenecen los prototipos de los Masōki o semi-Masōki, y actualmente ninguno de estos esta está activado. Sin embargo, la Academia de Alquimia ha clasificado como Masōki de Clase D a los Graph Drone, robots usados en misiones de reconocimiento.
Eventualmente, una nueva clase fue agregada a la clasificación de los Masōki, luego de que la tecnología de la Tierra (y la EOT en OG Saga) fuera usada para construir nuevos Masōki. Estos Masōki fueron llamados Chō Masōki (Súper Máquinas Elementales), y son clasificados como Clase S. 
Aunque originalmente, el Proyecto Masōki de Langran tenía planeado crear 17 máquinas, la última de estas nunca fue terminada, pues se dijo que estaba maldita. Además, al ver el increíble poder de los Masōki, países como Shutedonias y Bagonia decidieron crear sus propios modelos de Masōki.
Los Masō Kishin
Para poder evitar el advenimiento del Mashin, el Concejo de Alquimistas de Langran decidió crear 4 poderosas máquinas, usando la tecnología más avanzada y todos sus conocimientos de alquimia. Bendecidos por los espíritus elementales “Seirei” (de alta clase, o dioses elementales), estas unidades poseen un poder infinito, en teoría. Los 4 Masō Kishin son: Zamzeed, bendecido por el espíritu de la Tierra, Zamju; Goddes, bendecida por el espíritu del agua, Gad; Granveil, bendecido por el espíritu del fuego, Granba; y Cybuster, bendecido por el espíritu del viento, Cyfis. Al estar bendecidos por los Seirei, se dice que los Masō Kishin tienen conciencia propia.
El sistema de armas de los Masō Kishin difiere de los demás Masōki, debido a que todos los Masō Kishin poseen armas de tipo MAP (armas de gran alcance que atacan a varios enemigos a la vez), y armas de tipo Familiar (armas móviles para atacar a gran distancia).
Para pilotar un Masō Kishin, el piloto ha de ser escogido antes por el espíritu guardián, y solo las personas de buen corazón son elegidas para convertirse en los Heraldos de un Masō Kishin. Una vez se ha elegido un Heraldo, a este se le asignaran espíritus familiares (seres mágicos con forma de animales que nacen como extensiones de la personalidad de su amo) para ayudarles a pilotar el Masō Kishin.
- Datos: Q837531